# Clara Fiol Dols
Clara Fiol Dols   (Palma, 1995) és una cantautora i poeta mallorquina.
Començà la seva relació amb la música de ben petita com alumna de l'escola Ireneu Segarra de Palma i formant part de les Joventuts Musicals de la Universitat de les Illes Balears. L'any 2013 va obtenir el grau professional de dansa clàssica després de deu anys d'estudis al Conservatori Professional de Música i Dansa de les Illes Balears.
Després es traslladà a Barcelona per ampliar els seus estudis musicals. Allà comença com alumna de cant de jazz al Taller de Músics, on més endavant farà professora de cant, així com tècnica vocal de l'Escola de Veus del mateix taller i del cor Mas Gospel.
Va formar part del trio vocal Marala, amb Selma Bruna i Sandra Monfort i amb Joan Vallbona (guitarra) que interpreta temes propis amb música vinculada a la cançó tradicional mallorquina o la cançó d'autor. Actualment es troba treballant en projectes artístics multidisciplinaris i és gestora cultural a l'Espai Mallorca de Barcelona.

## Publicacions
- Silueta (EP, amb Joan Vallbona, 2018)
- Miloques i rabasses (poemari, Editorial Documenta Balear, 2018)[2]
- A trenc d'alba (LP, amb Marala, U98, 2020)
- Còrpora (poemari, Adia Edicions, 2022)[3]
- Jota de morir (LP, amb Marala, Propaganda pel Fet, 2022)

## Premis i reconeixements
- Guanyadora II Concurs Ona Musicat (2017)[4]

- Premi Enderrock de la Música Balear a la millor artista revelació 2018.
- Premi Bartomeu Rosselló-Pòrcel 2019. Premis 31 de Desembre, de l'Obra Cultural Balear
- Finalista XIII concurs Sons de la Mediterrània 2020